# اينزو أورتيز
اينزو أورتيز (بالإسبانية: Enzo Ortiz)‏ (5 فبراير 1997 في الأرجنتين - ) هو لاعب كرة قدم أرجنتيني في مركز الدفاع. لعب مع نادي لانوس.

## وصلات خارجية
- اينزو أورتيز على موقع قاعدة بيانات كرة القدم.إي يو (الإنجليزية)
- اينزو أورتيز على موقع Soccerway.com (الإنجليزية)